# Nemacladus rubescens
Nemacladus rubescens är en klockväxtart som beskrevs av Edward Lee Greene. Nemacladus rubescens ingår i släktet Nemacladus och familjen klockväxter. Inga underarter finns listade i Catalogue of Life.